# معنى كل شيء(كتاب)
معنى كل شيء: قصة قاموس أوكسفورد الإنجليزي the Meaning of Everything هو كتاب صدر عام 2003 من تأليف سيمون وينشستر. يتحدث الكتاب عن تأسيس وإنشاء قاموس أكسفورد الإنجليزي تحت تحرير جيمس موراي وآخرين، وهو أحد الجوانب التي كتب عنها وينشستر سابقًا عام 1998 في كتاب جراح كروثورن: حكاية القتل والجنون وحب الكلمات.

## روابط خارجية
- محاضرة وينشستر حول كتاب معنى كل شيء ، 20 نوفمبر 2003 ، قناة سي-سبان